# Лиутпранд
Вижте пояснителната страница за други личности с името Лиутпранд.
Лиутпранд (Liutprand, също Liudprand, Liuprand, Liucius, и др.) е бил средновековен духовник, историк и дипломат на Свещената Римска империя. Владеещ гръцки, той е изпращан неведнъж като посланик в Константинопол: за първи път през 949 г. от Беренгар II. През 968 г. е натоварен от Отон I с мисията да уреди за сина му сватба с византийска принцеса. Книгите, написани от Лиутпранд, съдържат и интересни сведения за българската история. В една от тях той разказва как при посещението си в Константинопол през 968 г. се е бил оплакал, че на българските посланици се оказвало повече внимание, отколкото на него, но получил отговор, че не можело да бъде другояче, защото във византийския дворцов етикет българските посланици имали предимство пред франкските.

## Българската следа в трудовете на Лиутпранд Кремонски
В труда на Христо Трендафилов се загатва сериозно темата за Лиутпранд и неговото пратеничество в Константинопол. Свидетелствата на Лиутпранд са много интересни, що се отнася до българската история в периода от края на IX в. до средата на X в. Средновековният автор не е съвременник на Симеон, тъй като е роден около 920 г., но по време на престоя си във византийската столица, той вероятно достига и до сведения, отнасящи се за времето, в което българският владетел все още учи в Магнаура и ги съхранява успешно. Главите, в които централно място заема българската държава, са XXVII, XXIX и XXXVIII. В последната глава се упоменава и българският цар Петър I, заедно с неговите братя, а за Баян е отредена съществена роля.